# WKC Air Products
De WKC Air Products is een warmte-krachtcentrale in de Botlek en bestaat uit een aardgasgestookte STEG-eenheid met warmte-krachtkoppeling, specifiek voor het bedrijf Air Products, met een vermogen van 43 MW en 70 ton (piekbelasting 110 ton)(66 MW) stoom. De installatie is opgeleverd in 2002.
De eigenaar van deze centrale is Engie.